# Reginald Marsh
Reginald Marsh (ur. 14 marca 1898  w Paryżu, zm. 3 lipca 1954 w Dorset) – amerykański malarz realistyczny, najbardziej znany ze swoich impresyjnych, satyrycznych obrazów o erotycznych podtekstach, przedstawiających kiczowate życie w Nowym Jorku w latach 30. i 40. XX wieku.

## Życiorys i twórczość

### Dzieciństwo i młodość
Reginald Marsh był synem dwojga artystów: Frederica Dany Marsha, malarza specjalizującego się w tematyce przemysłowej i Alice Randall, malarki miniatur. Dwa lata po jego narodzinach rodzina postanowiła wyjechać z Francji do Ameryki, osiedlając się w Nutley, w stanie New Jersey. Marsh już w dzieciństwie przejawiał skłonności do rysowania ilustrując swoje pamiętniki czy szkolne księgi pamiątkowe. W latach 1916–1920 uczęszczał, dzięki wsparciu zamożnego dziadka, na zajęcia na Uniwersytecie Yale. Pracował też jako ilustrator jednego z czasopism studenckich, The Yale Record. Wśród jego kolegów z uczelnianej ławy znajdowali się: William Benton, przyszły senator ze stanu Connecticut i Henry Luce, założyciel magazynu Life. Po ukończeniu Uniwersytetu Yale w 1920 Marsh przeniósł się do Nowego Jorku, gdzie w Art Students League studiował malarstwo i rysunek pod kierunkiem takich wykładowców jak: John French Sloan, George Bridgman, George Luks i Kenneth Hayes Miller. Sprzedawał swoje rysunki różnym gazetom i czasopismom. W latach 1922–1925 pracował jako etatowy ilustrator w New York Daily News. Zainteresował się wówczas bliżej intensywnym życiem Nowym Jorku eksplorując jego mniej znane strony. Przechadzając się ulicami Dolnego Manhattanu, czerpał inspirację z burlesek Bowery, wystaw sklepowych i reklam oraz plaż Coney Island. Charakterystyczną cechą jego twórczości stało się satyryczne podejście do portretowania. Kenneth Hayes Miller zachęcał go, aby poświęcił uwagę pulchnym kobietom z okolic Bowery, mówiąc mu „seks to twój temat”. Prawie jedna trzecia twórczości artysty miała za temat postacie burleskowych tancerek. W 1922 Marsh poznał Betty Burroughs, której ojciec był kustoszem w Metropolitan Museum of Art. Oboje pobrali się rok później. Był to punkt zwrotny w jego karierze, ponieważ wówczas zajął się na poważnie malowaniem. W 1924 miał swoją pierwszą, indywidualną wystawę w Whitney Studio Club.

### Kariera malarska

#### Lata 20.
W 1925 Marsh z żoną wyjechał do Europy. Zetknięcie się we Francji ze sztuką baroku spowodowało radykalną zmianę w jego artystycznym nastawieniu. Jego prace zaczęły wypełniać postacie, z których emanowały: chaos, zamieszanie i eksces, dodające im nieodpartej witalności. Jego obrazy cechowały intensywne, przypominające szkicowanie, pociągnięcia pędzlem, a akwaforty zaczęły wykazywać obsesyjną dbałość o szczegóły fizyczne i architektoniczne. Po powrocie do Ameryki Marsh odnowił znajomość ze swoim byłym wykładowcą, Kennethem Hayesem Millerem, którego wpływ dopomógł mu w dokonaniu syntezy form i stylów, typowych dla epoki baroku z bezpośrednim, wulgarnym życiem Nowego Jorku. Na przełomie XIX i XX wieku Union Square poruszał wyobraźnię wielu przedstawicieli rozwijającego się na Manhattanie mieszczaństwa, a sam Marsh w 1926 dołączył do licznej grupy artystów pracujących przy 14th Street. Punktem zbiorczym grupy, znanej odtąd jako 14th Street School stała się pracownia Kennetha Hayesa Millera przy Union Square. W skład grupy wchodzili, oprócz Marsha, także Isabel Bishop, bracia Soyer i Edward Laning. Marsh eksperymentował z malarstwem olejnym, ale stwierdził, że jego nieprzejrzystość stanowi dla niego zbytnie ograniczenie, ponieważ utrudnia mu budowanie obrazów poprzez kolejne etapy rysowania i nakładania barw. Akwarela natomiast, w połączeniu z podkładem rysunkowym pozwalała mu na lepsze oddanie ruchu i wyrazistych szczegółów. Odkrycie przez niego w 1929 tempery przyspieszyło jego rozwój.
W 1929 miał miejsce krach na giełdzie, w efekcie którego załamał się rynek. Marsha urzekła dojmująca bieda, rozprzestrzeniająca się wówczas w Nowym Jorku; swoją artystyczną koncentrację na tych, którzy przetrwali załamanie giełdowe wyjaśniał tym, że świat biedy przedstawiał dla niego większą wartość, tak ludzką jak i malarską, niż szacowne społeczeństwo. Malował Bowery, 14th Street, Coney Island i metro, maratony taneczne i sale z fordanserkami, królowe burlesek oraz włóczęgów z Bowery. Jego obrazy zyskiwały natychmiastową popularność, ponieważ były swojskie, zawierały charakterystyczne dla Nowego Jorku szczegóły, takie jak: pośpiech, sterty gazet i czasopism w koszach na śmieci, orgie ubiorów, tłumy ludzi na plaży, w kinach, na ulicach, prowadzących mimo katastrofy gospodarczej próżniacze życie lub – jak włóczędzy z Bowery – spędzających czas na niekończącym się czekaniu. W przeciwieństwie do wielu malarzy-regionalistów, takich jak Thomas Hart Benton, John Steuart Curry czy Grant Wood, którzy tematykę do swoich uduchowionych murali czerpali z amerykańskiej historii, Marsh był bardziej zainteresowany tematyką współczesną.

#### Lata 30.

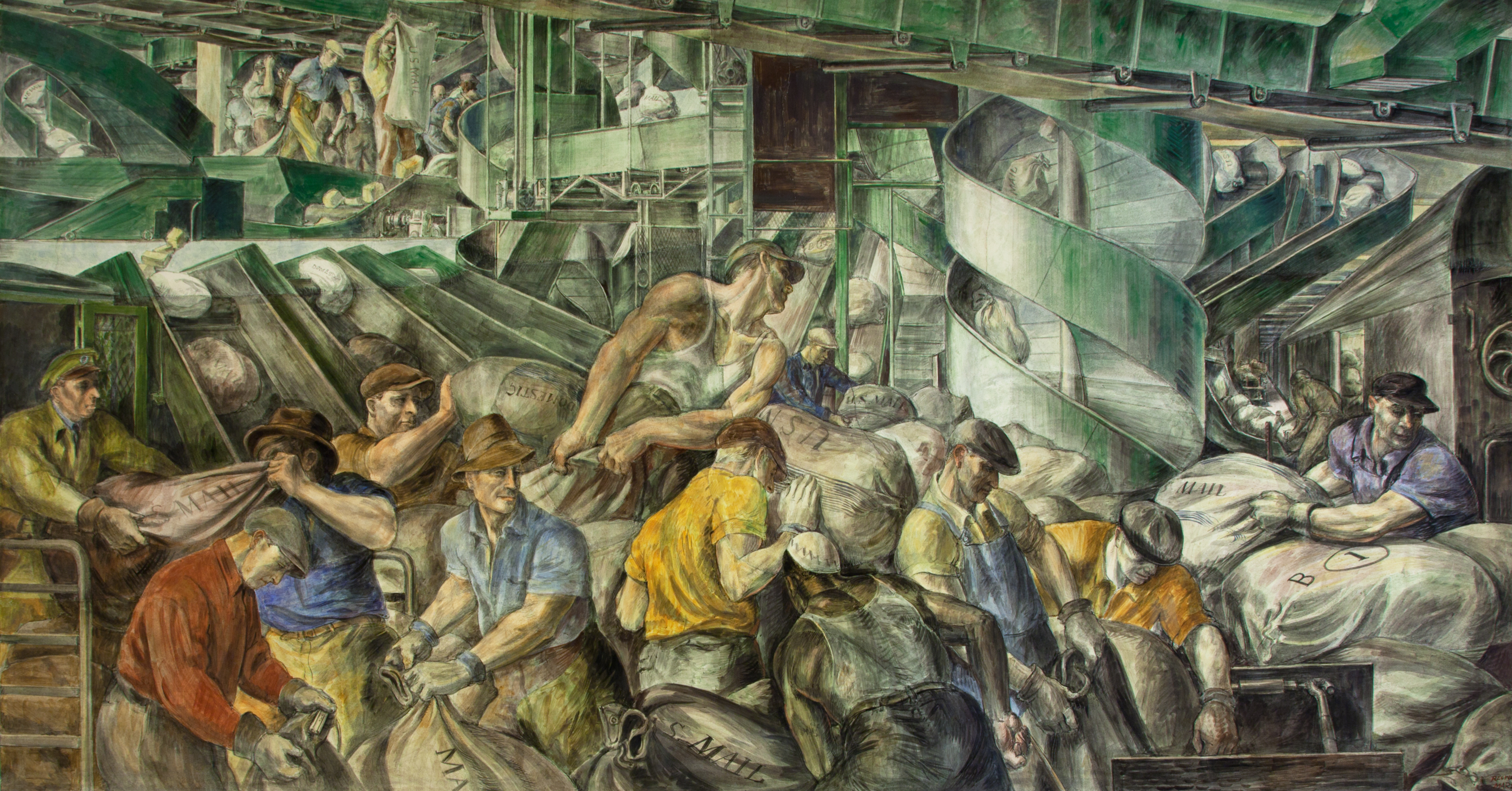
Sortowanie poczty, mural w William Jefferson Clinton Federal Building, 1936

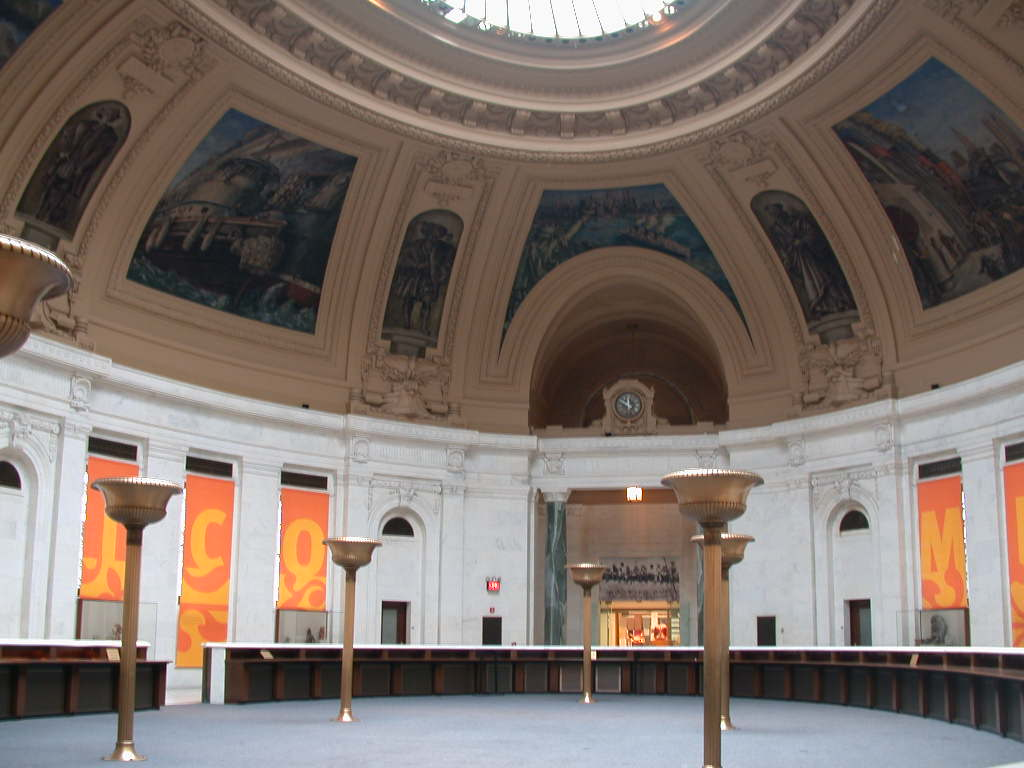
Murale Marsha w rotundzie Alexander Hamilton U.S. Custom House, 1937

Sprzedaż dzieł Marsha była początkowo niewielka. Począwszy od 1930 jego obrazy regularnie nabywał tylko senator William Benton. Później jednak sprzedaż jego prac zaczęła powoli rosnąć. W 1932 Marsh rozwiódł się z Betty Burroughs, a rok później ożenił się ponownie, z młodszą o 15 lat Felicią Meyer. W tym czasie rząd Stanów Zjednoczonych zaczął zamawiać dzieła sztuki do budynków federalnych, a Marsh znalazł się w grupie 12 artystów, wybranych do realizacji dwóch ważnych zamówień: pierwszego, dotyczącego pary fresków do budynku Amerykańskiego Urzędu Pocztowego i drugiego, obejmującego cykl 8 obrazów do New York Customs House, mających za temat transatlantyk, przybywający do nowojorskiego portu. Prace te były stylistyczne odlegle od twórczości Marsha, więc artysta szybko powrócił do swoich tradycyjnych żywiołów, takich jak: jaskrawe barwy, obfitość szczegółów, ograniczona przestrzeń, niezgrabne pozy i groteskowe ubiory modeli, tak typowe dla jego stylu. Łącząc zdobycze modernizmu z początku XX wieku z technikami Rubensa, Tycjana, Rembrandta i innych artystów dawnych epok tworzył urokliwe obrazy, przedstawiające najbarwniejsze miejsca Nowego Jorku z ich ekstrawaganckimi postaciami. Przenosił na papier zarówno zmysłowe, kobiece wdzięki jak i agresywną męskość przedstawiając Nowy Jork jako miasto pełne życia, witalności i seksualności. Jego inspiracją były:Bowery, 14th Street, sale burleskowe, saloony, stacje metra, kina i plaże, a szczególnie Coney Island. Krytycy opisywali jego prace jako: „pełne przepychu i seksu”, „wibrujące”, „rzeczy o osobliwym wdzięku”, „burzliwe” i „ordynarnie satyryczne obrazy o wyuzdanej seksualności”.
Do jego najważniejszych, stworzonych wówczas obrazów, należą: Why Not Use the “L”? (1930), Tattoo and Haircut (1932) i Twenty-cent Movie (1936).
W latach 1930–1953 Marsh miał 15 wystaw indywidualnych w nowojorskiej Frank K. M. Rehn Gallery. Jego prace na indywidualnych wystawach prezentowały też, między innymi: Yale University Art Gallery, Carnegie Museum of Art i Whitney Museum of American Art.
W 1933 Marsh został wybrany członkiem stowarzyszonym National Academy of Design, stając się jej pełnoprawnym członkiem w 1943.

#### Lata 40. i 50.
Pod koniec lat 40. Nowy Jork Reginalda Marsha zanikł. Burmistrz Fiorello La Guardia zmusił organizatorów burlesek do opuszczenia miasta, rozebrano też biegnącą wzdłuż Bowery St. linię kolei nadziemnej. Choć Nowy Jork szybko się zmieniał, Marsh kontynuował jego malowanie aż do swej przedwczesnej śmierci. Zajmował się także działalnością pedagogiczną; latem 1946 prowadził zajęcia letnie w Art Students League, a w 1949 został kierownikiem działu malarstwa w Moore Institute of Art, Science and Industry. W 1954 został odznaczony złotym medalem w dziedzinie grafiki przez American Academy i National Institute of Arts and Letters. Zmarł wskutek ataku serca.

## Spuścizna
Spuścizną artystyczną Marsha zajmowała się (aż do śmierci w 1978) wdowa po nim. Ponieważ jej intencją było udostępnienie prac zmarłego męża jak najszerszym kręgom społeczeństwa, przekazała je w darze ponad 100 muzeom w całym kraju. Pewne instytucje stały się ośrodkami badań twórczości artysty. Niemal wszystkie obrazy męża, będące w jej posiadaniu, namalowane przed rokiem 1930, jak również setki jego rysunków i szkiców przekazała na rzecz Whitney Museum of American Art. Znaczącą część materiału archiwalnego muzeum przekazało następnie na rzecz Archives of American Art.